# Delta du Danube
Le delta du Danube (en roumain : Delta Dunării ; en ukrainien : Дельта Дунаю, Del'ta Dunaju, et dans la littérature historique bouches du Danube, grec ancien : στόματα Ἴστρου, latin : Danubium ostiæ, roumain : Gurile Dunării ou russe : Дунаю бухтъ) est une zone géographique située en Roumanie et Ukraine, qui correspond à l'embouchure du Danube.
Il comprend une quinzaine de défluents dont les trois principaux, les bras de Chilia, de Sulina et de Saint-Georges, sont accessibles aux bâtiments maritimes de gros tonnage.

## Géographie

Le programme Copernic propose cette photographie du delta du Danube, d’une résolution de 10m, prise en avril 2020 par le satellite Sentinel-2. Le Danube est visible à gauche de l’image avant de se diviser en différents bras qui traversent les zones humides naturelles (en brun sombre) et débouchent en mer Noire. À l’Ouest les taches isolées très sombres sont les forêts du massif hercynien du Macin. À l’Est les couleurs vert émeraude de la mer et des limans de Sasyk (ou Kunduk) au sud de l’Ukraine, et de Razelm (Rasim ou Iancina) et Sinoe, en Roumanie, signalent une forte concentration d’algues permise par l’eutrophisation due aux activités agricoles. Au centre, les zones plus claires au sud du bras de Chilia sont les zones de Ceatalchioi et de Pardina asséchées par les autorités de la république socialiste de Roumanie dans les années 1980. On aperçoit aussi en blanc les champs de dunes littorales fossiles de Letea et de Caraorman.

Il est situé pour les quatre cinquièmes dans le Nord de la région historique roumaine de Dobrogée, plus précisément dans le județ de Tulcea, et pour un cinquième dans le Sud de la province ukrainienne du Boudjak en Bessarabie méridionale, et dans l'arrondissement de Vylkove de l'oblast d'Odessa. Encadré entre les limans saumâtres du Sasyk (en ukrainien : Сасык ; en roumain : Conduc) au nord, et de Iancina (aujourd'hui en russe : Разелм, Razelm, en ukrainien : Разим, Razim et en roumain : Razelm ou Razim) au sud, c'est le deuxième plus grand des deltas européens après celui de la Volga, avec une superficie de 3 446 km2. C'est aussi une région naturelle protégée et classée au patrimoine mondial par l’Unesco depuis 1991.

## Formation

La formation du delta du Danube et l'évolution du rivage de l'Antiquité à nos jours : de nombreuses cartes historiques n'en tiennent pas compte, et montrent anachroniquement l'actuel tracé côtier.

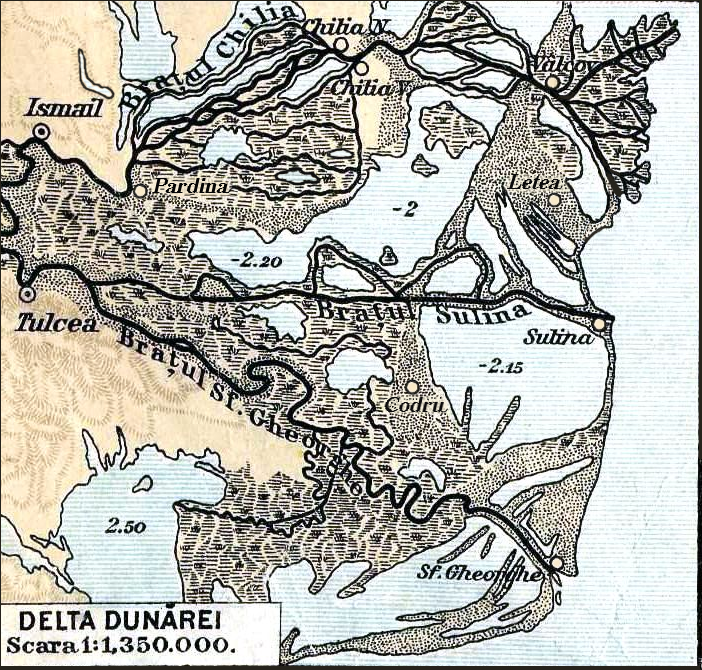
Le delta en période de hautes-eaux, avant les endiguements.

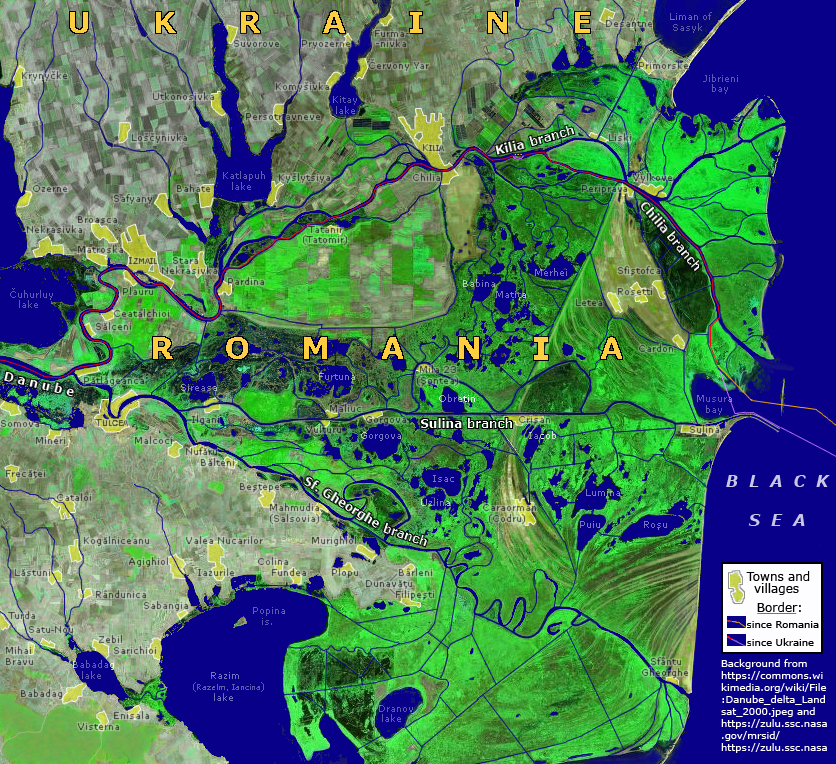
Le Delta du Danube vu de satellite, avec les localités et la frontière sur le bras de Chilia.

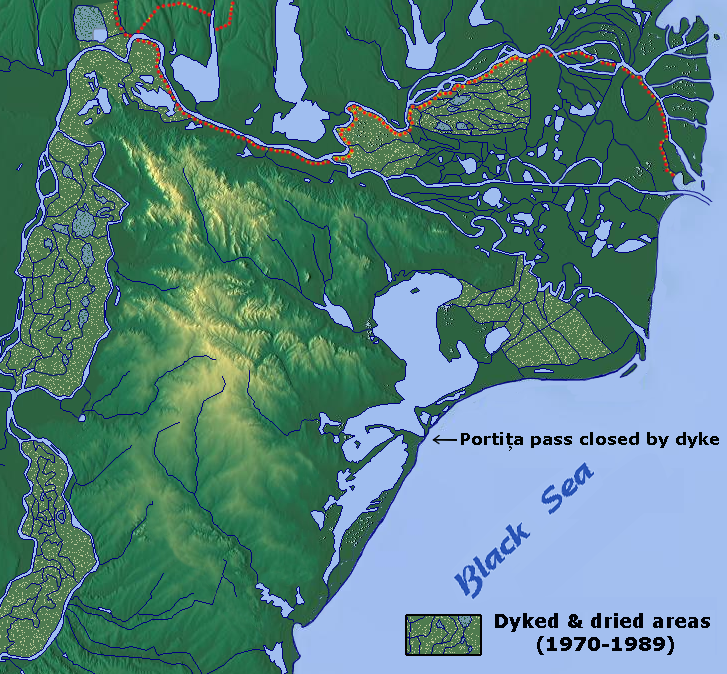
Les zones poldérisées à l'époque communiste.

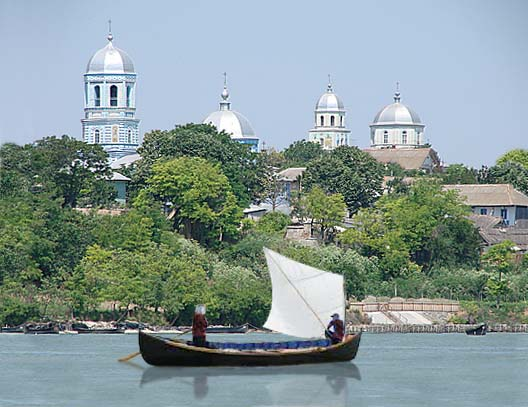
Une lotca sous livarde, sur le liman Razelm devant Sarichioi.

Le delta du Danube est la formation géologique la plus récente de Roumanie et d'Ukraine : sa formation commence par la mise en place d'une série de cordons littoraux (grinduri) après que le niveau de la mer Noire eut atteint son niveau actuel, 5 500 ans avant notre ère, à la fin de la transgression marine néolithique. Ces cordons, qui ont varié dans le temps, délimitent des complexes lagunaires que les alluvions danubiennes vont progressivement combler jusqu'à nos jours. À l'époque d'Hérodote, le cap Pteros (au nord de l'actuel liman de Razelm/Razim) était encore une pointe en pleine mer, et les limans actuels de Razelm, Zmeica, Golovița et Sinoe n'existaient pas ; les cités d'Argamum et Histria étaient des ports maritimes.
Il y a environ 2 500 ans, toujours selon Hérodote, le Danube se divisait en sept bras. En amont de Tulcea, le Danube est aujourd'hui divisé en trois bras qui vont se jeter dans la mer : au nord Chilia, qui fait office de frontière roumano-ukrainienne (sauf à son embouchure, intégralement ukrainienne), au centre Sulina et au sud Sfântu Gheorghe, mais beaucoup d'autres canaux irriguent le delta en nombreux secteurs avec des roseaux, des marais ou des forêts, qui sont parfois inondés au printemps et en automne.
Alors que l'érosion croît dans le bassin avec l'accélération des écoulements, due à l'activité humaine (déforestation, endiguements), les alluvions déposées par le Danube élargissent le delta d'environ 40 mètres par an, le rendant ainsi très dynamique, mais ces alluvions peuvent contenir de nombreux polluants. L'élargissement se produit surtout au niveau de delta secondaire du bras de Chilia, en Ukraine.

## Population

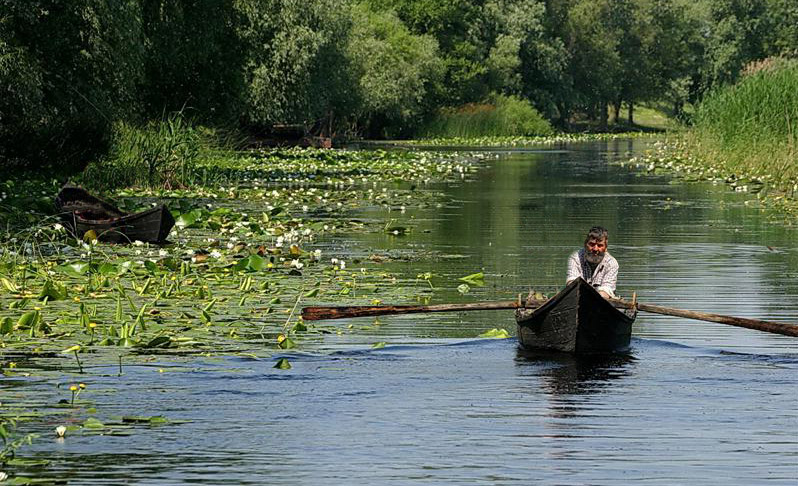
Pêcheur lipovène de Chilia Veche.

Environ 15 000 personnes vivent dans les villages du delta, la plupart d'entre elles de la pêche, et, de plus en plus, du tourisme. Les villes, elles, comptent ensemble environ 25 000 habitants. L'embarcation traditionnelle du delta, en bois, est la lotca aux pointes relevées, une barque capable de fendre les roseaux et que l'on peut mâter et voiler à volonté. En mer on utilise des mahonnes, grosses baleinières capables de ramener d'énormes esturgeons dont certains atteignent la tonne. Une partie des villageois sont des Lipovènes (voir Église orthodoxe vieille-ritualiste lipovène) descendant de Russes ayant fui les persécutions religieuses en 1772. Le centre principal de la communauté dans la partie ukrainienne du delta est Vylkove. Le centre religieux des Lipovènes roumains est la ville de Brăila en Roumanie.

## Historique

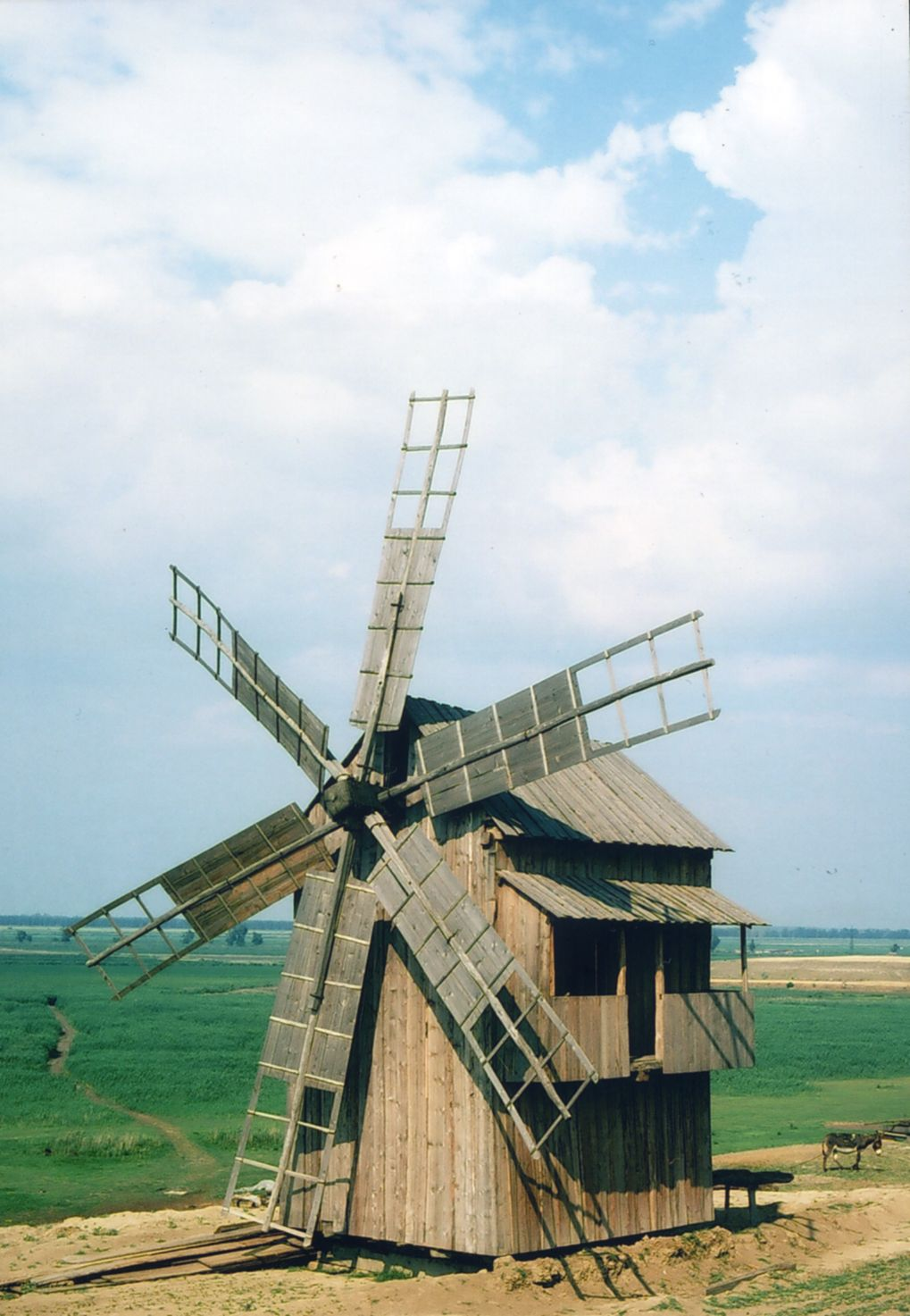
Ancien moulin en bois à Letea.

La présence humaine sur les rives nord et sud du delta est attestée depuis le néolithique, alors que le delta lui-même était encore un golfe de la mer Noire. L'apport d'alluvions par la mer a créé les grinds, langues et bancs de sable qui ont divisé le golfe en lagunes, peu à peu comblées par les alluvions terrigènes du Danube et par les accumulations de plaurs (végétaux morts et vivants flottants aux hautes eaux, posés sur le fond à l'étiage, et si solides qu'on pouvait construire des cabanes de roseaux dessus).
Les navigateurs grecs découvrent le delta vers la fin du VIIe siècle av. J.-C. avant notre ère, et Hérodote le décrit avec force détails : à l'époque, il était moins étendu qu'aujourd'hui et les lagunes situées au sud (Iancina/Rasim ou Razelm, Galazu ou Golovița, Fidilimanu ou Zmeica, et la plus récente : Albastra ou Sinoe) n'étaient encore que des golfes (Argamos, Halmyris, Histrios) où les Ioniens ouvrent des comptoirs qui commercent avec les Gètes, les Thraces et les Scythes locaux. Ces comptoirs forment une confédération et recherchent des alliances pour échapper à la tutelle perse puis macédonienne. Ils s'allient ainsi avec le royaume du Pont de Mithridate. À l'époque, le climat était plus méditerranéen qu'aujourd'hui, car les Histriotes possédaient des forêts de pins maritimes, qui ne poussent plus aujourd'hui. Pour une courte période, les bouches du Danube passent sous le contrôle du royaume des Daces (voir Dacie) au Ier siècle av. J.-C. Ensuite, le delta constitue la limite nord de la province romaine de Mésie (puis de Scythie mineure) durant sept siècles.
Lors des invasions « barbares », la Dobrogée passe successivement sous le contrôle des Slavons et des Bulgares au VIIe siècle, puis des Russes et des Petchénègues turcophones au IXe siècle, mais les cités grecques et les bouches du Danube, protégées par la flotte impériale, demeurent sous le contrôle de l'Empire byzantin. Le delta devient alors un refuge pour les populations hellénophones et latinophones des alentours, qui formeront le peuple dicien dont la capitale est Vicina,. Entre le XIIe siècle et le XIVe siècle, les commerçants italiens de Gênes établissent des comptoirs dans la région : Barilla, Caladda, Licostomo (aujourd'hui Periprava près de Chilia Veche), Eraclea (aujourd'hui ruinée), Orgame et Constanza. Au XIVe siècle, les princes de Dobrogée, Dobrotici et Balco, puis ceux de Valachie (notamment Mircea l'Ancien) disputent aux Génois et aux Byzantins le contrôle des bouches du Danube.
Mais finalement tous seront évincés au XVe siècle, par l'Empire ottoman, qui reste maître du Delta jusqu'en 1829, lorsque l'Empire russe s'en empare.
Le traité de Paris de 1856, qui mit fin à la guerre de Crimée, reprend le delta aux Russes, et le partage entre la Moldavie (au nord, partie actuellement ukrainienne) et l'Empire ottoman (au sud, partie actuellement roumaine). Ce même traité établit une commission internationale qui fit une série de travaux pour faciliter la navigation. En 1859, les principautés roumaines de Moldavie et de Valachie s'unissent pour former la Roumanie. En 1878, lorsque l'indépendance de celle-ci fut reconnue, le Nord du delta du Danube redevint russe, tandis que le Sud devint définitivement roumain. En 1918, l'ensemble du delta fut roumain, mais en 1940 l'URSS retrouva le Nord jadis russe (plus les îles Daller, Coasta-dracului, Maican, Limba et des Serpents, occupées en 1948), dont l'Ukraine hérita en 1991.

## Faune, flore et mise en valeur

En violet transparent les deux réserves naturelles du delta du Danube (ukrainienne et roumaine).

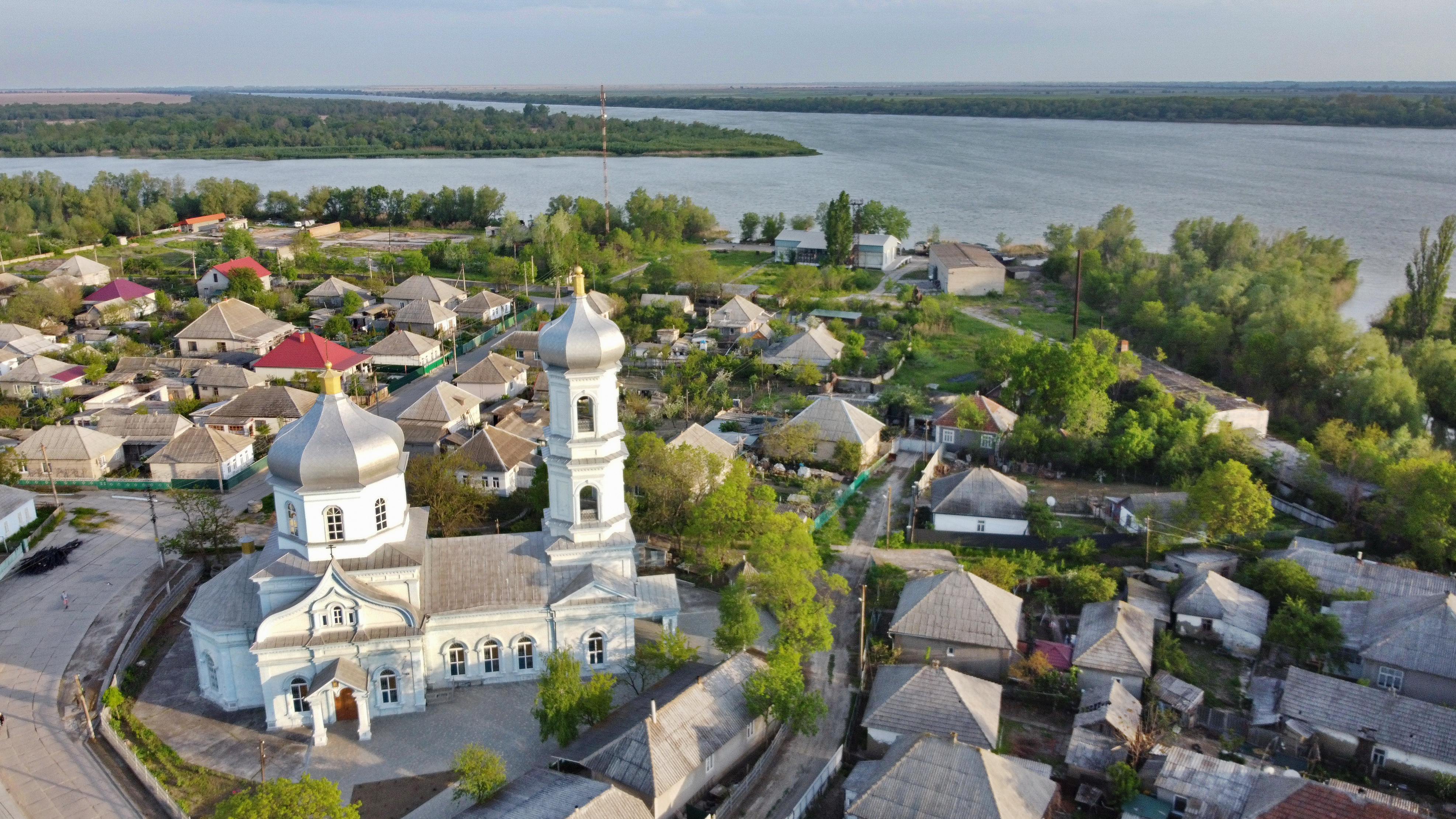
Le village lipovène de Vylkove.

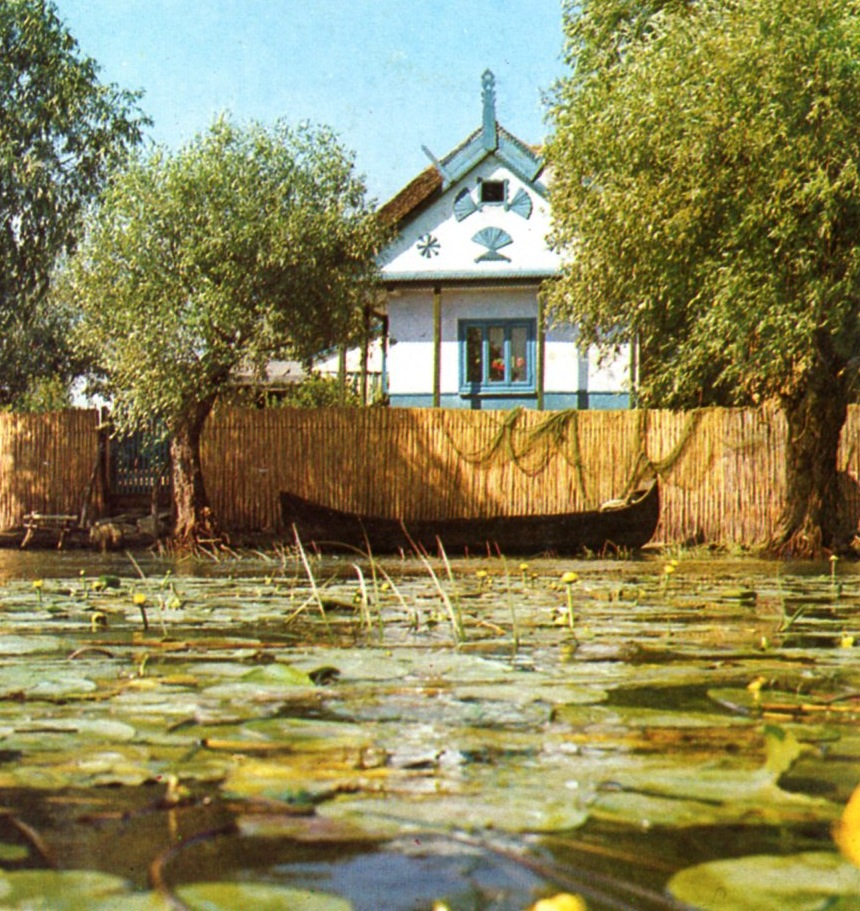
Maison typique du village de Șontea (ou Mila 23).

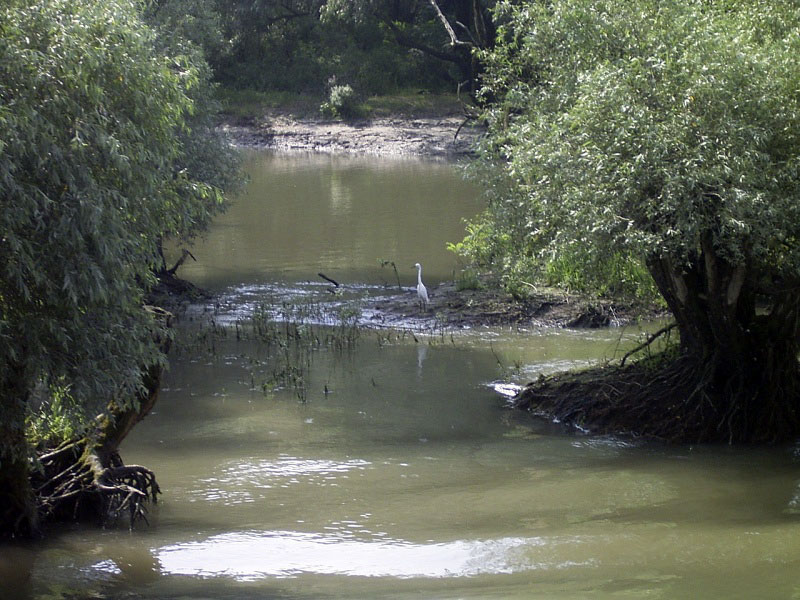
Paysage du delta.

Les bouches du Danube comptent plus de 1 200 variétés de plantes, 300 espèces d'oiseaux et 45 espèces de poissons d'eau douce dans ses nombreux lacs et marais, et accueillent lors des migrations, des millions d'oiseaux de différents milieux de la Terre (d'Europe, d'Asie, d'Afrique, de Méditerranée) dont certains y nichent, et sont une zone extrêmement poissonneuse.
Au début du XXe siècle, le biologiste et écologue Grigore Antipa, élève d'Ernst Haeckel fondateur de l'écologie, fut chargé par les rois Carol Ier et Ferdinand de Roumanie de mettre en place un système d'exploitation rationnelle des ressources du delta, qui ne perturbe pas les équilibres hydrologiques et biologiques, tout en augmentant la productivité. Ce système géonomique assura la prospérité du delta et de ses habitants jusqu'à la Seconde Guerre mondiale et fit de la Roumanie le premier producteur mondial de caviar dans les années 1930.
Après avoir pris le contrôle des pêcheries, le régime communiste mit en place un programme de polderisation de près de 34 000 hectares de marais (alors que la Roumanie et l'Ukraine n'ont jamais manqué de terres arables), d'endiguement des canaux et de fermeture des lagunes. Les scientifiques ou ingénieurs qui osèrent protester étaient sévèrement sanctionnés. Ce programme provoqua une chute spectaculaire de la production biologique et la disparition de nombreuses frayères,.
Depuis 1991, avec la mise en place de la réserve de biosphère de 5 762 km2, un programme de reconstruction écologique est en cours de réalisation. Les habitants du delta du Danube regrettent cependant que ce programme, qui a fait remonter la production biologique, n'ait pas été accompagné par une restauration du système coopératif des pêcheries : tout a été privatisé, remis à des investisseurs privés souvent étrangers au delta, et de nombreux étangs sont désormais inaccessibles aux pêcheurs locaux.

## Différends territoriaux

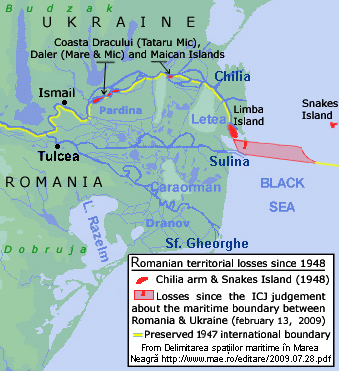
Les pertes territoriales de la Roumanie dans le delta du Danube depuis 1948.

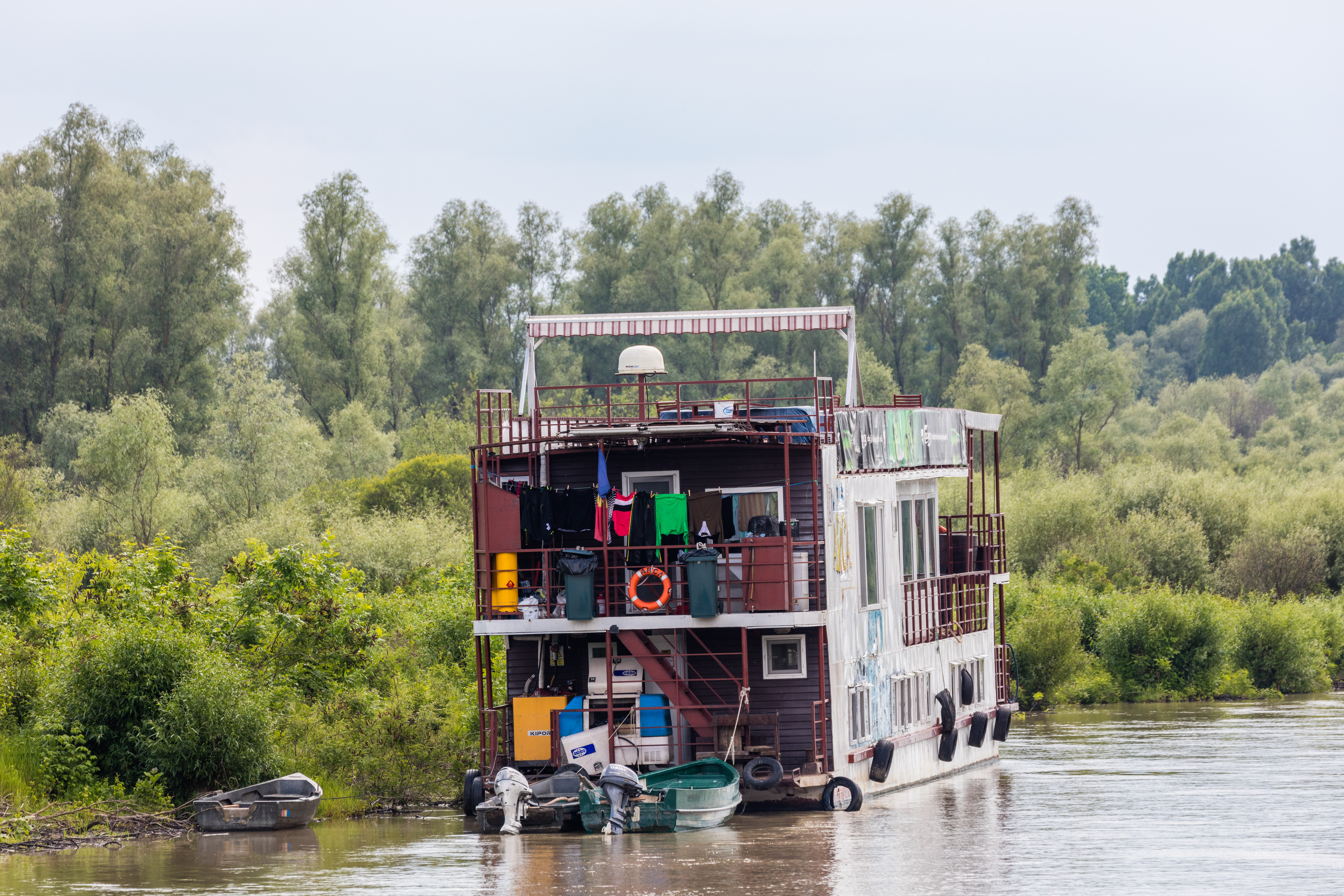
Laboratoire flottant d'halieutique de la réserve de biosphère du delta du Danube.

À 44 kilomètres au large du delta en mer Noire se trouve l'île des Serpents, un territoire de 0,17 km2 cédé de force par la Roumanie à l'URSS en 1948, aujourd'hui ukrainien. C'est aussi le cas de cinq îles du bras de Chilia : Dalerul mare, Dalerul mic, Coasta Dracului (dite aussi Tătaru Mic, en aval de Pardina), Maican (près de Chilia) et Limba (au sud du delta de Chilia). Ce litige a concerné aussi 12 200 km2 d'eaux territoriales riches en gaz et pétrole.
En 1997, l'OTAN a fortement incité la Roumanie, si elle désirait rejoindre l'organisation, de régler son différend frontalier avec l'Ukraine, héritière de l'URSS dans la région. Compte tenu de la disproportion des forces, le traité frontalier roumano-ukrainien de Constanța, signé le 2 juin 1997, n'a fait qu'entériner de jure la situation de facto, à l'exception toutefois des eaux territoriales de l'île des Serpents, de l'embouchure du bras de Sulina et de l'îlot Maican près de Chilia.
En 2004, l'Ukraine a inauguré des travaux sur le canal de Bystroe dans sa partie du delta, pour créer une voie navigable entre la mer Noire et la lagune de Conduc (Sasyskyi lyman). Ce projet a été vivement critiqué par des nombreuses organisations écologistes internationales en raison de ses impacts environnementaux. L'Union européenne a encouragé l'Ukraine à abandonner ce projet, car dommageable pour les écosystèmes locaux et environnant le delta. Mais ce canal a été achevé le 14 mai 2007, alourdissant le contentieux roumano-ukrainien devant la Cour internationale de justice.
Le 3 février 2009, celle-ci a rendu un arrêt concernant les 12 200 km2 d'eaux territoriales en litige, attribuant 9 700 km2 à la Roumanie (avec une profondeur moyenne de 80 m) et 2 500 km2 à l'Ukraine (avec une profondeur moyenne de 35 m) : au large, la frontière maritime est donc désormais délimitée.
Restent en litige en 2011 l'îlot Maican sur le bras de Chilia, et surtout le golfe de Musura à l'embouchure du bras de Sulina, où la sédimentation fait progresser le delta secondaire du bras de Chilia en direction de Sulina, ce qui a amené l'Ukraine à poser, en 2006, des balises-frontière le long de la digue nord du chenal de Sulina, juridiquement territoire roumain, alors que la Roumanie se réfère au traité de paix de Paris de 1947 et au traité frontalier bilatéral de Constanța de 1997 pour que la frontière soit à équidistance des débouchés actuels des bras de Chilia et de Sulina.

## Delta et grippe aviaire
En 2007, bien qu'aucun cas, ni aviaire, ni humain, ne se soit déclaré, la FAO classa le delta du Danube zone à risque de zoonose de grippe aviaire, car l'institut Friedrich Loeffler avait détecté une « présence asymptomatique endémique possible » du virus H5N1 chez des canards domestiques. Joseph Domenech (vétérinaire en chef à la FAO), estimant que ces canards « auraient pu le transmettre aux poulets chez lesquels le virus est mortel », lança alors une alerte qui ne fut pas suivie d'effets, car cela aurait mis fin aux élevages traditionnels des habitants du delta. Heureusement pour eux, l'absence de tout signe clinique ou viral du H5N1 depuis 2007 leur a permis de maintenir leur agriculture de proximité.